# Liste der Kulturdenkmale in Königsfeld im Schwarzwald

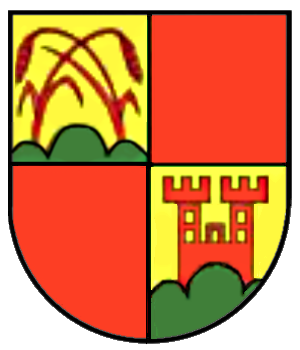

In der Liste der Kulturdenkmale in Königsfeld im Schwarzwald sind Bau- und Kunstdenkmale des Ortes Königsfeld im Schwarzwald verzeichnet. Sie beruht auf den Angaben der Historischen Ortsanalyse, welche im Auftrag des Regierungspräsidiums Freiburg erstellt wurde.

## Allgemein
- Bild: Zeigt ein ausgewähltes Bild aus Commons, „Weitere Bilder“ verweist auf die Bilder im Medienarchiv Wikimedia Commons.
- Bezeichnung: Nennt den Namen, die Bezeichnung oder die Art des Kulturdenkmals.
- Lage: Straßenname und Hausnummer oder Flurstücknummer des Kulturdenkmals, gegebenenfalls auch den Ortsteil. Die Grundsortierung der Liste erfolgt nach dieser Adresse. Der Link (Karte) führt zu verschiedenen Kartendiensten mit der Position des Kulturdenkmals. Fehlt dieser Link, wurden die Koordinaten noch nicht eingetragen. Sind diese bekannt, können sie über ein Tool mit einer Kartenansicht einfach nachgetragen werden. In dieser Kartenansicht sind Kulturdenkmale ohne Koordinaten mit einem roten bzw. orangen Marker dargestellt und können durch Verschieben auf die richtige Position in der Karte mit Koordinaten versehen werden. Kulturdenkmale ohne Bild sind an einem blauen bzw. roten Marker erkennbar.
- Datierung: Baubeginn, Fertigstellung, Datum der Erstnennung oder grobe zeitliche Einordnung entsprechend des Eintrags in der zuständigen Denkmaldatenbank (Landesamt für Denkmalpflege Baden-Württemberg).
- Beschreibung: Kurzcharakteristik des Kulturdenkmals.

## Königsfeld im Schwarzwald

### A
| Bild           | Bezeichnung           | Lage                                                    | Datierung | Beschreibung             | ID |
| -------------- | --------------------- | ------------------------------------------------------- | --------- | ------------------------ | -- |
| Weitere Bilder | Villa Hansen          | Am Doniswald 2 (Karte)                                  | 1923/1924 | Geschützt nach § 2 DSchG |    |
| Weitere Bilder | Historischer Ortsrand | Außenliegend - Nordwestliche Ortslage Toniswald (Karte) |           |                          |    |
| Weitere Bilder | Grünfläche            | Außenliegend - Östliche Ortslage (Karte)                |           |                          |    |
| Weitere Bilder | Bachlauf und Weiher   | Außenliegend - Sägeweiher und Hörnlebach (Karte)        |           |                          |    |

### B
| Bild           | Bezeichnung                                            | Lage                          | Datierung | Beschreibung             | ID |
| -------------- | ------------------------------------------------------ | ----------------------------- | --------- | ------------------------ | -- |
| Weitere Bilder | Gesamtanlage - westlicher Abschnitt                    | Bergstraße                    |           |                          |    |
| Weitere Bilder | Haus Wacker                                            | Bergstraße 2 (Karte)          | 1896      |                          |    |
| Weitere Bilder | Haus Herzberger, Schulsanatorium, Haus Christian David | Bergstraße 3 (Karte)          | 1897      |                          |    |
| Weitere Bilder | Villa Bassermann, Haus Sarepta                         | Bodelschwinghweg 1 (Karte)    | 1921      | Geschützt nach § 2 DSchG |    |
| Weitere Bilder | Gesamtanlage - östlicher Abschnitt                     | Buchenberger Straße           |           |                          |    |
| Weitere Bilder | Villa Noll                                             | Buchenberger Straße 1 (Karte) | 1928      | Geschützt nach § 2 DSchG |    |
| Weitere Bilder | Kinderheim Schwarzwälder, Wohnhaus                     | Buchenberger Straße 2 (Karte) | 1935      |                          |    |

### F
| Bild           | Bezeichnung                                         | Lage                       | Datierung | Beschreibung             | ID |
| -------------- | --------------------------------------------------- | -------------------------- | --------- | ------------------------ | -- |
| Weitere Bilder | Gesamtanlage                                        | Friedrichstraße            |           |                          |    |
| Weitere Bilder | Haus Grau, Gasthaus Voland, Wohn- und Geschäftshaus | Friedrichstraße 1 (Karte)  | 1821      | Geschützt nach § 2 DSchG |    |
| Weitere Bilder | Haus Sapel                                          | Friedrichstraße 4 (Karte)  | 1913      |                          |    |
| Weitere Bilder | Bäckerei Sapel, Tannenhof, Wohn- und Geschäftshaus  | Friedrichstraße 5 (Karte)  | 1883      | Geschützt nach § 2 DSchG |    |
| Weitere Bilder | Haus Kronbach                                       | Friedrichstraße 6 (Karte)  | 1813      |                          |    |
| Weitere Bilder | Ehemalige Schreinerei                               | Friedrichstraße 7 (Karte)  | 1812      |                          |    |
| Weitere Bilder | Haus Geering                                        | Friedrichstraße 10 (Karte) | 1866      |                          |    |
| Weitere Bilder | Haus Will                                           | Friedrichstraße 11 (Karte) | 1864      |                          |    |
| Weitere Bilder | Haus Braukmann                                      | Friedrichstraße 12 (Karte) | 1869      | Geschützt nach § 2 DSchG |    |
| Weitere Bilder | Villa Dr. Wentz, Sanatorium Luisenruhe              | Friedrichstraße 14 (Karte) | 1895      | Geschützt nach § 2 DSchG |    |

### H
| Bild           | Bezeichnung                                           | Lage                             | Datierung              | Beschreibung             | ID |
| -------------- | ----------------------------------------------------- | -------------------------------- | ---------------------- | ------------------------ | -- |
|                | Wohnhaus                                              | Harald-Gormsen-Weg 8 (Karte)     | Anfang 20. Jahrhundert |                          | BW |
| Weitere Bilder | Gesamtanlage                                          | Hermann-Voland-Straße            |                        |                          |    |
| Weitere Bilder | Textilhaus Stamm                                      | Hermann-Voland-Straße 2 (Karte)  | 1898                   |                          |    |
| Weitere Bilder | Villa Dahl                                            | Hermann-Voland-Straße 5 (Karte)  | 1911                   | Geschützt nach § 2 DSchG |    |
| Weitere Bilder | Kurpark mit Musikpavillon und Baumalleen              | Hermann-Voland-Straße 7 (Karte)  | 1908                   | Geschützt nach § 2 DSchG |    |
| Weitere Bilder | Villa Waldesruh                                       | Hermann-Voland-Straße 9 (Karte)  | 1909                   | Geschützt nach § 2 DSchG |    |
| Weitere Bilder | Hotel Voland, Schwarzwaldhotel, Michael-Balint-Klinik | Hermann-Voland Straße 10 (Karte) | 1901                   |                          |    |
| Weitere Bilder | Villa Dedié                                           | Hermann-Voland-Straße 11 (Karte) | 1906                   |                          |    |
| Weitere Bilder | Villa Mendelssohn-Bartholdy                           | Hermann-Voland-Straße 12 (Karte) | 1902                   | Geschützt nach § 2 DSchG |    |
| Weitere Bilder | Villa Minerva, Sonnenhaus, Hotel                      | Hermann-Voland-Straße 15 (Karte) | 1912                   |                          |    |
| Weitere Bilder | Villa Weigel, Gästehaus Griesel                       | Hermann-Voland-Straße 16 (Karte) | 1905                   | Geschützt nach § 2 DSchG |    |
| Weitere Bilder | Haus Fischer                                          | Hermann-Voland-Straße 19 (Karte) | um 1925                |                          |    |
| Weitere Bilder | Villa Schulz                                          | Hermann-Voland-Straße 24 (Karte) | 1913                   | Geschützt nach § 2 DSchG |    |
| Weitere Bilder | Sanatorium Westend                                    | Hermann-Voland-Straße 26 (Karte) | 1913                   | Geschützt nach § 2 DSchG |    |
|                | Gesamtanlage                                          | Hörnlishofstraße                 |                        |                          |    |
| Weitere Bilder | Haus Laufer                                           | Hörnlishofstraße 2 (Karte)       | 1893                   |                          |    |
| Weitere Bilder | Hörnlishof                                            | Hörnlishofstraße 4 (Karte)       | 1887                   | Geschützt nach § 2 DSchG |    |
| Weitere Bilder | Villa Rieger                                          | Hörnlishofstraße 8 (Karte)       | um 1910                |                          |    |
| Weitere Bilder | Haus Warteck                                          | Hörnlishofstraße 10 (Karte)      | 1904                   |                          |    |

### I
| Bild           | Bezeichnung                | Lage                | Datierung | Beschreibung              | ID |
| -------------- | -------------------------- | ------------------- | --------- | ------------------------- | -- |
| Weitere Bilder | Friedhof der Brüdergemeine | Im Friedhof (Karte) | 1809      | Geschützt nach § 12 DSchG |    |

### K
| Bild           | Bezeichnung                                         | Lage                    | Datierung | Beschreibung | ID |
| -------------- | --------------------------------------------------- | ----------------------- | --------- | ------------ | -- |
| Weitere Bilder | Sanatorium Luisenruhe, Klimschpark, Klimschstiftung | Klimschpark 1-8 (Karte) | 1907      |              |    |

### L
| Bild           | Bezeichnung                        | Lage                   | Datierung | Beschreibung             | ID |
| -------------- | ---------------------------------- | ---------------------- | --------- | ------------------------ | -- |
|                | Gesamtanlage - südlicher Abschnitt | Luisenstraße           |           |                          |    |
| Weitere Bilder | Haus Kunz                          | Luisenstraße 2 (Karte) | um 1837   |                          |    |
| Weitere Bilder | Haus Christoph                     | Luisenstraße 4 (Karte) | 1870      |                          |    |
| Weitere Bilder | Haus Stähelin                      | Luisenstraße 6 (Karte) | 1863      | Geschützt nach § 2 DSchG |    |
| Weitere Bilder | Villa Daheim                       | Luisenstraße 8 (Karte) | 1897      | Geschützt nach § 2 DSchG |    |

### M
| Bild           | Bezeichnung                              | Lage                        | Datierung  | Beschreibung | ID |
| -------------- | ---------------------------------------- | --------------------------- | ---------- | ------------ | -- |
| Weitere Bilder | Gesamtanlage - nördlicher Abschnitt      | Mönchweilerstraße           |            |              |    |
| Weitere Bilder | Ehemalige Knabenschule, Haus Spangenberg | Mönchweilerstraße 7 (Karte) | 1869, 1953 |              |    |

### R
| Bild           | Bezeichnung               | Lage                      | Datierung | Beschreibung             | ID |
| -------------- | ------------------------- | ------------------------- | --------- | ------------------------ | -- |
| Weitere Bilder | Schul- und Rathaus        | Rathausstraße 2 (Karte)   | 1914      | Geschützt nach § 2 DSchG |    |
| Weitere Bilder | Haus Götz, Doppelwohnhaus | Rotwaldstraße 4,6 (Karte) | 1902      |                          |    |

### S
| Bild           | Bezeichnung                                              | Lage                          | Datierung | Beschreibung             | ID |
| -------------- | -------------------------------------------------------- | ----------------------------- | --------- | ------------------------ | -- |
| Weitere Bilder | Villa Voland                                             | Saarbrücker Weg 5 (Karte)     | 1913      | Geschützt nach § 2 DSchG |    |
| Weitere Bilder | Haus Pelargus                                            | Schramberger Straße 1 (Karte) | 1913      |                          |    |
| Weitere Bilder | Villa Leihberg                                           | Schramberger Straße 3 (Karte) | 1922      |                          |    |
| Weitere Bilder | Villa Albert Schweitzer                                  | Schramberger Straße 5 (Karte) | 1922      | Geschützt nach § 2 DSchG |    |
| Weitere Bilder | Gesamtanlage                                             | Stellwaldstraße               |           |                          |    |
|                | Ehemalige Brauerei, Tannenhaus, Christoph-Blumhardt-Haus | Stellwaldstraße 1 (Karte)     | 1869      |                          | BW |
| Weitere Bilder | Haus Seiler                                              | Stellwaldstraße 2 (Karte)     | 1835      |                          |    |

### V
| Bild           | Bezeichnung     | Lage                      | Datierung | Beschreibung             | ID |
| -------------- | --------------- | ------------------------- | --------- | ------------------------ | -- |
| Weitere Bilder | Villa Weiss     | Veilstraße 2, 2/1 (Karte) | 1906      | Geschützt nach § 2 DSchG |    |
| Weitere Bilder | Villa Eben-Ezer | Veilstraße 4 (Karte)      | 1909      |                          |    |

### W
| Bild           | Bezeichnung                                  | Lage                   | Datierung  | Beschreibung             | ID |
| -------------- | -------------------------------------------- | ---------------------- | ---------- | ------------------------ | -- |
|                | Gesamtanlage                                 | Waldstraße             |            |                          |    |
| Weitere Bilder | Ehemalige Mädchenschule, Haus Renatus Früauf | Waldstraße 2,4 (Karte) | 1861, 1864 | Geschützt nach § 2 DSchG |    |
| Weitere Bilder | Villa Beyer                                  | Waldstraße 6 (Karte)   | 1902       |                          |    |
| Weitere Bilder | Villa Natterer                               | Waldstraße 8 (Karte)   | 1910       |                          |    |
| Weitere Bilder | Villa Braukmann                              | Waldstraße 10 (Karte)  | 1911       |                          |    |
| Weitere Bilder | Villa Class                                  | Waldstraße 12 (Karte)  | 1911       | Geschützt nach § 2 DSchG |    |

### Z
| Bild           | Bezeichnung                                                   | Lage                             | Datierung | Beschreibung              | ID |
| -------------- | ------------------------------------------------------------- | -------------------------------- | --------- | ------------------------- | -- |
| Weitere Bilder | Gesamtanlage                                                  | Zinzendorfplatz                  |           |                           |    |
| Weitere Bilder | Parkanlage                                                    | Zinzendorfplatz (Karte)          | 1807      | Geschützt nach § 28 DSchG |    |
| Weitere Bilder | Kirchenbau mit Gartenanlage                                   | Zinzendorfplatz 1,2,3,3b (Karte) | 1810–1812 | Geschützt nach § 12 DSchG |    |
| Weitere Bilder | Brüderhaus                                                    | Zinzendorfplatz 4 (Karte)        | 1817      | Geschützt nach § 12 DSchG |    |
| Weitere Bilder | Doktorhaus                                                    | Zinzendorfplatz 5 (Karte)        | 1817      | Geschützt nach § 2 DSchG  |    |
| Weitere Bilder | Handlung, Firma Just & Cie.                                   | Zinzendorfplatz 6 (Karte)        | 1888      | Geschützt nach § 2 DSchG  |    |
| Weitere Bilder | Gemeinlogis, Haus Veil, Gasthof der Brüdergemeinde            | Zinzendorfplatz 7,7a (Karte)     | 1807/08   | Geschützt nach § 2 DSchG  |    |
| Weitere Bilder | Diasporahaus                                                  | Zinzendorfplatz 9 (Karte)        | 1863      | Geschützt nach § 2 DSchG  |    |
| Weitere Bilder | Witwenhaus                                                    | Zinzendorfplatz 10 (Karte)       | 1862      | Geschützt nach § 2 DSchG  |    |
| Weitere Bilder | Schwesternhaus, Erdmuth-Dorotheen-Haus                        | Zinzendorfplatz 11 (Karte)       | 1809      | Geschützt nach § 28 DSchG |    |
| Weitere Bilder | Gesamtanlage                                                  | Zinzendorfweg                    |           |                           |    |
| Weitere Bilder | Fußwege und Gärten zwischen Zinzendorfweg und Friedrichstraße | Zinzendorfweg                    |           |                           |    |

## Weiler
| Bild | Bezeichnung | Lage                          | Datierung | Beschreibung | ID |
| ---- | ----------- | ----------------------------- | --------- | ------------ | -- |
|      | Schulhaus   | Weiler, Hardtstraße 9 (Karte) |           | [ 2 ]        | BW |